# Kevin Roose
Kevin Roose est journaliste au New York Times où il anime la chronique « The Shift », qui analyse les intersection entre les mondes de la technologie, des affaires et de la culture.
Il est aussi l'auteur de trois livres, dont l'un sur Liberty University, une université chrétienne évangélique historiquement connue pour ses règles particulièrement strictes imposées aux étudiants. En 2015, il a été classé par Forbes dans la liste des 30 Under 30.

## vie et carrière

### Études
Roose est diplômé de la Westtown School et de l'Université Brown.

### Vie professionnelle
Il a aussi travaillé comme directeur de l'information chez Fusion (chaîne de télévision).
En juin 2017, alors qu'il est aussi producteur et co-animateur de Real Future (une série documentaire télévisée sur la technologie où entre autres, il interview un caïd du revenge porn et se propose comme volontaire pour être hacké par une équipe de « hackers de classe mondiale »), il rejoint le New York Times où il prend en charge une chronique, « The Shift » débattant des sujets à la croisée des technologies, des affaires et de la culture, s'intéressant notamment aux crypto monnaies.
Il rejoint ensuite le New York Magazine et le Times en 2017,
Le 24 mars 2021, pour illustrer la folie des blockchain» et des « non-fungible token », Roose publie une chronique dans le New York Times annonçant une vente aux enchères pour l'article lui-même, qui serait distribuée sous forme de NFT (jeton non fongible), les bénéfices étant reversés aux œuvres de bienfaisance du New York Times. Après 24 heures d'enchères, cet article s'est vendu le lendemain pour un équivalent numérique de 560 000 dollars,. l'article était sous-titré «  Pourquoi un journaliste ne pourrait-il pas être de la fête NFT  ?  » et intitulé «  Achetez cet article sur la blockchain !  ». L'acheteur est un collectionneur dit  Farzin dont le pseudonyme d'utilisateur est @3FMusic, l'a payé avec 350 ethereums (ou éthers), pour une somme cotée à 560 000 dollars. Juste après la vente, Roose l'a commenté sur Twitter comme suit : « Je regarde simplement mon écran en riant sans pouvoir me contrôler ».

## Auteur
- Son premier livre : The Unlikely Disciple (Le disciple improbable) est écrit alors qu'il enquêtait sous couverture (inscrit comme étudiant, et présent durant un semestre) dans la Liberty University de Jerry Falwell, dans le but d'y explorer la culture et la vie dans une université évangélique fondamentaliste. Elevé dans un environnement laïc et libéral, Roose voulait mieux comprendre la culture chrétienne conservatrice.

- Son second ouvrage, Young Money, suit le début de la carrière de huit analystes financiers à Wall Street. Il se concentre sur les environnements de travail difficiles et sur ce qui a changé dans le secteur financier après la grande Crise de 2007-2008.

- Son troisième livre de Roose, Futureproof: 9 Rules in the Age of Automation, examine comment les personnes et les organisations peuvent survivre à l' ère de la machine, dans un monde dominé par l'intelligence artificielle, l'automatisation et les algorithmes de Psycho-morphing (la pratique cybernétique de façonnage des penchants cognitifs humains)[8]. Pour survivre, Roose estime qu'il devient nécessaire et urgent  « de se concentrer sur les compétences les plus humaines, que les machines ne peuvent pas remplacer ».

En 2018, il a remporté le Prix Gerald Loeb pour les dernières nouvelles ; pour l'histoire « Ouster chez Uber ».

## Podcasteur et autres activités
Roose est hôte de « Rabbit Hole », un podcast (en huit parties) du New York Times « examinant comment Internet nous change ».
Il a travaillé à New York et dans la Silicon Valley, et annoncé comme devant produire des analyses de l'actualité (Daily Intel) pour le New-York Magazine,

## Apparitions dans les médias
Il est apparu dans The Daily Show avec Jon Stewart le 27 février 2014, pour discuter de Young Money.